# Gui américain
Phoradendron leucarpum
Pour les articles homonymes, voir Gui.
Ne doit pas être confondu avec Gui (plante).
Espèce
Classification phylogénétique

Le gui américain (Phoradendron leucarpum) est une plante hémiparasite de la famille des Viscacées originaire d'Amérique du Nord.